# Скальви

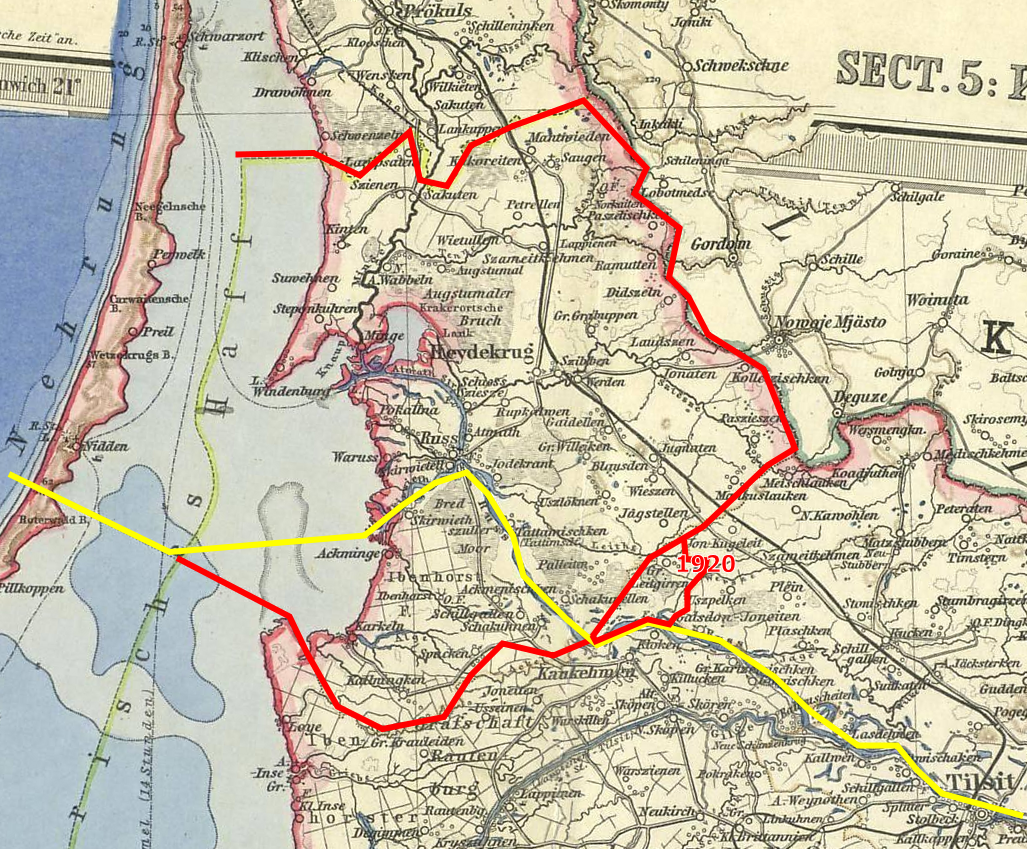
Землі скальвів на сучасній мапі

Ска́льви (прусськ. Skalavo, Skalwa, лит. Skalviai, лат. Scalowite, Scalovians, жумуд. Skalvē, англ. Skalvians, нім. Schalauer) — балтійське плем'я, яке разом з аукштайтами (литовці давньоруських літописів), жемайтами (жмудами), надрувами, а також частиною судавів (ятвяги), південними групами куршів, земгалів і селів увійшли до складу Литви на початку нашої ери. Скальви та балтійські племена мешкали в нижній течії р. Німану і в басейні Даугави і були носіями неолітичної культури човноподібних сокир. Відоме до приходу хрестоносців. Їхніми предками є давньобалтійські племена, які заселяли дану територію з кінця ІІІ — на початку ІІ тис. до н. е. (від часів Геродота ототожнюється з неврами, яких зараз теж відносять до гаплогрупи N1c-L1025). Зазначене плем'я відоме від V ст., та його вважають перехідною етномовною групою, яка була асимільована литовськими племенами в ХІІІ столітті внаслідок процесу постійних переселень останніх. Скальви, як і прусси, сповідували язичництво.

## Історія
Згідно Хроніки Пруської землі (лат. Annales terrae Prussicae), складеної Петером з Дусбурга, близько 1326 року, скальви в 1240 р. населяли землі на південь від куршів в нижній течії р. Німану, яку прозвали Скаловією. За прусськими хроніками, назва племені походить від двох прусських братів на ім'я Схалауо.
Дослідження населення Скаловії того часу стало можливим завдяки могильникам зі спаленими рештками. Подекуди, на території проживання скальвів знаходились могильники коней. Судячи з розкопок, похоронні звичаї скальвів були дуже подібні до традицій інших західних балтів, таких як курші і прусси (наявність у могильниках скарбів, побутового начиння, мечів). У могильниках знаходять вироби масового виробництва, що вказує на розвиток ремесел і виділення ремісників із загальної маси хліборобів і скотарів.
Центром Скаловії ймовірно було місто Німан (на теренах сучасної Калінінградської області Росії. Петер з Дусбурга розповідав про дерев'яний замок, який неможливо було завоювати силою або взяти змором, тому що фортеця мала штучне озеро, багате рибою. Тому завойовники спалили замок.
У 1276—1277 роках, Скаловію, разом з прусами, підкорив Тевтонський орден, унаслідок чого вони зазнавали насильницької германізації та християнизації. У літописі лицарів були згадані дворяни Sarecka (Sareikā), Surbantas, Svirdotas, Surdota. У 1281 р. Жондель Шалвіз (Jondele Schalwithe) отримав перший привілей на землю, а в 1289 р. був побудований замок такого ж значення, як Німан. Між 1281 і 1383 роками земельні привілеї були надані багатьом провінціям тодішньої Скаловії.
Остання згадка про скальвів датується 1542 роком (щодо жителів замку Німан) і 1563 р. (щодо жителів замку Спліттер «Splitter»). Скальви, надруви й частина прусів утворили в XVI столітті субетнічну групу летувинників (литовників).

## Князі
- Скалк (близько 75 р.), король Склавії-Скаловії (Sklavia), князівства Східної Пруссії на берегах річки Русь у гирлі Німану;
- Стінегота, вождь Скаловії (1268 р.)[9][10].